# Cls (命令)
CLS （即clear screen，“清空屏幕”的简写）是DOS、Digital Research FlexOS、IBM OS/2、Microsoft Windows与ReactOS操作系统的命令解释器COMMAND.COM和cmd.exe使用的命令，用于清除屏幕或控制台窗口上的命令以及所有生成的输出。然而它不会清除用户的命令行历史记录。这个命令也在DEC RT-11操作系统、开源的MS-DOS模拟器DOSBox和 EFI shell上可用。在其他系统环境（例如Linux和Unix）下，clear命令提供相同功能。

## 历史
此命令在MS-DOS版本2及之后可用。虽然很可能早在微软之前CLS这个字符串就已经被用于清空屏幕了，这个命令在MS-DOS之前已经问世，包含在微软为早期8位微机设计的内嵌ROM BASIC变种（例如TRS-80 Color BASIC）中，行使相同功能。微软为MS-DOS设计的BASIC变种BASICA及GW-BASIC也将CLS命令作为BASIC关键词，就像许多非微软BASIC变种（如BBC Micro上的BBC BASIC）一样。CLS还在Microsoft Windows上的BASIC可用，然而它一般只会清空表单上的文字，而不是整个窗口或表单上的控制指令。
由于CLS命令被包含在MS-DOS而广为人知，它也在众多BASIC变种与命令解释器中行使清空屏幕的功能。
The Software Link的PC-MOS就包含CLS命令的一个变种。与其他操作系统相似，它在GPLv3下授权。
DR DOS 6.0也包含CLS命令的一个变种。

## 另请参见
- CLS (CONFIG.SYS directive)
- MS-DOS命令列表

## 更多
- Wolverton, Van. . Microsoft Press. 1990. ISBN 978-1556152894.
- Kathy Ivens; Brian Proffit. . Osborne McGraw-Hill. 1993. ISBN 978-0078818714.
- Frisch, Æleen. . O'Reilly. 2001. ISBN 978-0-596-00148-3.